# Matematiskt universum-hypotesen
Matematiskt universum-hypotesen (MUH) är en inom fysik och kosmologi en spekulativ Teori om allting som föreslagits av Max Tegmark.

## Beskrivning
Den baseras på ett enda postulat. "Vår externa fysikaliska verklighet är en matematisk struktur" (Our external physical reality is a mathematical structure.).. Detta beskrivs också som att Alla strukturer som finns matematiskt finns också fysiskt.[källa behövs] Detta i meningen att i de strukturer som är komplexa nog att innehålla självmedvetna understrukturer, så kommer de sistnämnda att subjektivt uppfatta sig själv som existerande i en fysisk, riktig värld.
Tegmark menar att hypotesen inte har några fria parametrar och kan inte uteslutas observationellt. Således är denna teori att föredra framför andra Teorier om allting genom Occams Rakkniv.
Hypotesen är relaterat till den antropiska principen och till Tegmarks kategorisering av teorier av multiversum.
Andreas Albrecht på Imperial College i London har kallat MUH  en "provocerande" lösning på en av de centrala problemen fysik. Även om han "inte skulle våga" gå så långt som att säga att han tror det, konstaterade han att "det är faktiskt ganska svårt att konstruera en teori där allt vi ser är allt som finns"..